# Ein kleiner Matrose
Ein kleiner Matrose ist ein bewegtes Singspiel unbekannten Ursprungs. Melodie nach Der Mai ist gekommen, Weise: Justus W. Lyra (1842)

## Text
Ein kleiner Matrose umsegelte die Welt.

Er liebte ein Mädchen, das hatte gar kein Geld.

Das Mädchen muss sterben, und wer war schuld daran?

Der kleine Matrose in seinem Liebeswahn.

## Choreographie
Der Inhalt des Liedes wird durch folgende Gesten untermalt:
- ein – Daumen zeigt eine Eins
- kleiner – Hand auf Hüfthöhe oder kleine Strecke zwischen Daumen und Zeigefinger
- Matrose – Matrosengruß, Hand an die gedachte Matrosenmütze
- umsegelte – Wellenbewegung mit beiden Händen, die dabei ein Segel formen können
- Welt – Bewegung in Form einer Weltkugel
- liebte – Hand aufs Herz oder sich selbst umarmen
- Mädchen – Knicks machen oder mit vertikaler Wellenbewegung weibliche Formen andeuten
- gar kein – Kopf schütteln
- Geld – Daumen und Finger gegeneinander reiben
- sterben – Halsabschneiden
- Schuld – Moralischer Zeigefinger, Fäuste schütteln oder Schultern zucken
- Liebeswahn – sich an den Kopf tippen oder mit dem Zeigefinger expandierende spiralförmige Bewegung um die Stirn

## Varianten
Da bewegte Singspiele mündlich und durch Imitation überliefert werden, gibt es eine Vielzahl von Varianten des Liedes, die sich in Details unterscheiden. So muss das Mädchen in einer Variante des Liedes nicht sterben, sondern nur weinen. Die Gesten untermalen den Text nicht nur, sondern interpretieren ihn auch. Dies wird besonders bei den verschiedenen gebräuchlichen Gesten für Mädchen und Schuld deutlich.

## Schwierigkeitsgrad
Um den Schwierigkeitsgrad zu erhöhen, wird bei jeder Wiederholung der Strophe ein weiteres Schlüsselwort weggelassen und lediglich gestisch dargestellt.
Wer bei diesem Lückentextlied nicht rechtzeitig verstummt, muss in der Regel ausscheiden oder ein Pfand abgeben.

## Verbreitung
Das Lied ist zum Beispiel unter Kindern in Hamburg verbreitet, wird aber auch in der pädagogischen Jugendarbeit eingesetzt. Guildo Horn veröffentlichte das Lied als Hidden Track auf der CD König der Möven. Dabei wurde der Lückentext mit charakteristischen Geräuschen aufgefüllt, beispielsweise Meeresrauschen für umsegelte.